# Covigne
Covigne es una localidad de Trinidad y Tobago, que forma parte de la región de Diego Martín.

## Geografía
La localidad abarca parte de la isla Trinidad y limita al norte con Bagatelle y Green Hill Village, al sur con Rich Plain e Industrial Estate, al este con Green Hill Village y Diamond Vale y al oeste con Chaguaramas.

## Demografía
Datos demográficos de la localidad de Covigne:
| Gráfica de evolución demográfica de Covigne entre 2000 y 2011 |
|                                                               |